# Front patriotique (Zambie)
Pour les articles homonymes, voir Front patriotique.
Le Front patriotique (Patriotic Front, PF) est un parti politique de centre gauche social-démocrate zambien.

## Histoire
Le parti a été fondé en 2001 par Michael Sata, qui avait quitté le Mouvement pour une démocratie multipartite après que Levy Mwanawasa a été nommé candidat à la présidence du pays.
Lors de l'élection présidentielle qui s'est déroulée le 27 décembre 2001, Sata a obtenu 3,4 % des voix. Son parti a obtenu 2,8 % des voix lors des législatives qui se sont tenues le même jour et a remporté un des 159 sièges du parlement.
Sata fut de nouveau candidat à l'élection présidentielle du 28 septembre 2006, et remporte cette fois 29 % des voix, se classant deuxième derrière le président sortant Mwanawasa. Lors des élections législatives, le Front patriotique remporte 43 des 158 sièges. Le parti gagne également des sièges dans les gouvernements locaux de Copperbelt et de Lusaka, ainsi que dans de nombreuses zones urbaines des provinces du Nord et du Luapula.
En 2011, Michael Sata est élu président de la Zambie à l'occasion de l'élection présidentielle. À son décès en octobre 2014, son vice-président, Guy Scott, assure la présidence par intérim. Le candidat du FP Edgar Lungu est ensuite élu à l'élection de 2015 puis celle de 2016, avant de s'incliner lors de l'élection présidentielle de 2021.
Le parti a été nommé membre consultatif de l'Internationale socialiste en 2013, mais n'apparait plus actuellement sur la liste des membres.

## Résultats électoraux

### Élections présidentielles
| Année | Candidat     | Nombre de voix | Score   | Rang      |
| ----- | ------------ | -------------- | ------- | --------- |
| 2001  | Michael Sata | 59 172         | 3,4%    | 7e        |
| 2006  | Michael Sata | 804 748        | 29,37%  | 2e        |
| 2008  | Michael Sata | 683 150        | 38,18%  | 2e        |
| 2011  | Michael Sata | 1 170 966      | 41,98%  | 1er (élu) |
| 2015  | Edgar Lungu  | 807 925        | 48,33%  | 1er (élu) |
| 2016  | Edgar Lungu  | 1 860 877      | 50,35%  | 1er (élu) |
| 2021  | Edgar Lungu  | 1 870 780      | 38,71%% | 2e        |

### Elections législatives
| Année | Voix      | %       | Sièges   | +\- | Rang | Gouvernement             |
| ----- | --------- | ------- | -------- | --- | ---- | ------------------------ |
| 2001  | 49 362    | 2,82 %  | 1 / 159  | 1   | 7e   | Opposition               |
| 2006  | 622 864   | 22,96 % | 43 / 159 | 42  | 2e   | Opposition               |
| 2011  | 1 037 108 | 38,42 % | 60 / 159 | 17  | 1er  | Gouvernement minoritaire |
| 2016  | 1 537 946 | 42,01 % | 80 / 156 | 20  | 1er  | Gouvernement majoritaire |
| 2021  | 1 722 718 | 35,7 %  | 60 / 156 | 20  | 2e   | Opposition               |